# Charles Guiraist
Charles „Charly“ Guiraist war ein französischer Segler.

## Erfolge
Charles Guiraist nahm an den Olympischen Spielen 1900 in Paris teil, wo er in drei Wettbewerben antrat. In der gemeinsamen Wettfahrt gelang ihm keine Zieleinfahrt, während er in der Bootsklasse 3 bis 10 Tonnen zweimal das Podium erreichte. Als Crewmitglied der Yacht Gitana erreichte er in der ersten Wettfahrt den dritten Platz, bei der zweiten Wettfahrt wurde er Zweiter. Zur Crew zählten dabei außerdem Skipper Maurice Gufflet, dessen Bruder Robert Gufflet sowie J. Dubois und A. Dubois.